# ボルズナー連隊

連隊の紋章。希望を表す十字架に三日月。

ボルズナー連隊（ウクライナ語：Борзнянський полк）は、17世紀半ばに左岸ウクライナに位置したコサックの連隊の一つ。コサック国家の軍事・行政単位。ボルズナー連隊区とも。連隊庁所在地はボルズナー町（1648年、1654年‐1655年）。連隊名はボルズナーに由来する。1649年にチェルニーヒウ連隊に併合されたが、1654年に独立した連隊として再編成された。1655年にニージン連隊の一部となった。